# Phytosciara vulcanata
Phytosciara vulcanata är en tvåvingeart som beskrevs av Wallace A. Steffan 1973. Phytosciara vulcanata ingår i släktet Phytosciara och familjen sorgmyggor. Inga underarter finns listade i Catalogue of Life.